# Ujung Lumpatang
Ujung Lumpatang är en udde i Indonesien.   Den ligger i provinsen Sulawesi Barat, i den centrala delen av landet, 1 400 km öster om huvudstaden Jakarta.
Terrängen inåt land är huvudsakligen kuperad, men den allra närmaste omgivningen är platt. Havet är nära Ujung Lumpatang åt nordväst. Runt Ujung Lumpatang är det ganska glesbefolkat, med 36 invånare per kvadratkilometer. Närmaste större samhälle är Mamuju, 16,4 km nordost om Ujung Lumpatang. I omgivningarna runt Ujung Lumpatang växer i huvudsak städsegrön lövskog.